# العلاقات البنمية الدومينيكانية
العلاقات البنمية الدومينيكانية هي العلاقات الثنائية التي تجمع بين بنما وجمهورية الدومينيكان.

## مقارنة بين البلدين
هذه مقارنة عامة ومرجعية للدولتين:
| وجه المقارنة                                              | بنما                      | جمهورية الدومينيكان |
| --------------------------------------------------------- | ------------------------- | ------------------- |
| المساحة (كم2)                                             | 74.18 ألف                 | 48.67 ألف           |
| عدد السكان (نسمة)                                         | 4.10 مليون                | 10.40 مليون         |
| الكثافة السكانية (ن./كم²)                                 | 55.27                     | 213.68              |
| العاصمة                                                   | بنما                      | سانتو دومينغو       |
| اللغة الرسمية                                             | اللغة الإسبانية           | اللغة الإسبانية     |
| العملة                                                    | بالبوا بنمي، دولار أمريكي | بيزو دومنيكاني      |
| الناتج المحلي الإجمالي (بليون دولار)                      | 61.84 مليار               | 75.93 مليار         |
| الناتج المحلي الإجمالي (تعادل القوة الشرائية) بليون دولار | 87.37 مليار               | 149.89 مليار        |
| الناتج المحلي الإجمالي الاسمي للفرد دولار أمريكي          | 13.27 ألف                 | 6.47 ألف            |
| الناتج المحلي الإجمالي للفرد دولار أمريكي                 | 20.89 ألف                 | 13.26 ألف           |
| مؤشر التنمية البشرية                                      | 0.780                     | 0.715               |
| رمز المكالمات الدولي                                      | +507                      | +1809، +1829، +1849 |
| رمز الإنترنت                                              | .pa                       | .do                 |
| المنطقة الزمنية                                           | 00                        | 00                  |

## منظمات دولية مشتركة
يشترك البلدان في عضوية مجموعة من المنظمات الدولية، منها:
| علم المنظمة | اسم المنظمة                                                          | تاريخ انضمام بنما | تاريخ انضمام جمهورية الدومينيكان |
| ----------- | -------------------------------------------------------------------- | ----------------- | -------------------------------- |
|             | يونسكو                                                               | 10 يناير 1950     | 4 نوفمبر 1946                    |
|             | مؤسسة التمويل الدولية                                                | 20 يوليو 1956     | 31 أكتوبر 1961                   |
|             | بنك أمريكا الوسطى للتكامل الاقتصادي ‏                                 | ?                 | ?                                |
|             | منظمة حظر الأسلحة الكيميائية                                         | ?                 | ?                                |
|             | مؤسسة التنمية الدولية                                                | 1 سبتمبر 1961     | 16 نوفمبر 1962                   |
|             | منظمة التجارة العالمية                                               | ?                 | ?                                |
|             | وكالة حظر الأسلحة النووية في أمريكا اللاتينية ومنطقة البحر الكاريبي ‏ | ?                 | ?                                |
|             | وكالة ضمان الاستثمار متعدد الأطراف                                   | 21 فبراير 1997    | 7 مارس 1997                      |
|             | الاتحاد البريدي العالمي                                              | ?                 | ?                                |
|             | منظمة الشرطة الجنائية الدولية                                        | ?                 | ?                                |
|             | الأمم المتحدة                                                        | 13 نوفمبر 1945    | 24 أكتوبر 1945                   |
|             | البنك الدولي للإنشاء والتعمير                                        | 14 مارس 1946      | 18 سبتمبر 1961                   |

## وصلات خارجية
- موقع وزارة الخارجية البنمية